# Plasma Mobile
Plasma Mobile — варіант Plasma для смартфонів .    Наразі він доступний для Pinephone і підтримуваних пристроїв для postmarketOS, таких як OnePlus 6 . 
Його постачають кілька дистрибутивів Linux, наприклад postmarketOS і Manjaro . 

## Історія
Після того, як спонсор Plasma Active Coherent Theory (під брендом Make·Play·Live)   відмовився від своїх амбіцій щодо випуску планшетного комп’ютера,  у 2015 році новим спонсором стала компанія Blue Systems, яка перемістила фокус на портативні пристрої Plasma працюють над смартфонами.   Однак у 2021 році це припинилося, тепер проект підтримують волонтери. 
Офіційний анонс нового інтерфейсу форм-фактора відбувся 25 липня 2015 року в Akademy разом із робочим прототипом, що працює на Nexus 5 . 
Компанія Pine64 розпочала продажі свого мобільного пристрою PinePhone, а версія KDE Community Edition стала доступною для попереднього замовлення 1 грудня 2020 року.  

## Технології
Plasma Mobile використовує сеанс Wayland KWin .  Дистрибутиви, що постачаються, Plasma Mobile можуть підтримувати програми Android через Waydroid, який запускає Android у контейнері на пристрої. 

## Дивитися також
- Phosh
- Plasma Bigscreen
- Sxmo

## Зовнішні посилання
- Офіційний сайт